# Emil Alexander Vasseur
Emil Alexander Vasseur, född 7 juni 1859 i Hovförsamlingen, Stockholm, död 11 oktober 1931 i Danderyds församling, Stockholms län, var en svensk godsägare, kommunalpolitiker och riksdagsman.
Vasseur var som riksdagsman ledamot av första kammaren från 1916, invald i Stockholms läns valkrets.
En väg i Danderyds kommun finns uppkallad efter honom, Vasseurs väg.